# Italy (Texas)
Italy es un pueblo ubicado en el condado de Ellis en el estado estadounidense de Texas. En el Censo de 2010 tenía una población de 1.863 habitantes y una densidad poblacional de 398,29 personas por km².

## Geografía
Italy se encuentra ubicado en las coordenadas 32°11′11″N 96°53′9″O / 32.18639, -96.88583. Según la Oficina del Censo de los Estados Unidos, Italy tiene una superficie total de 4.68 km², de la cual 4.67 km² corresponden a tierra firme y (0.06%) 0 km² es agua.

## Demografía
Según el censo de 2010, había 1.863 personas residiendo en Italy. La densidad de población era de 398,29 hab./km². De los 1.863 habitantes, Italy estaba compuesto por el 69.73% blancos, el 17.98% eran afroamericanos, el 0.64% eran amerindios, el 0.21% eran asiáticos, el 0% eran isleños del Pacífico, el 9.07% eran de otras razas y el 2.36% pertenecían a dos o más razas. Del total de la población el 21.31% eran hispanos o latinos de cualquier raza.